# Aníbal Ostoa Ortega
Aníbal Ostoa Ortega (10 de mayo de 1949, Campeche, México) es un político mexicano afiliado al partido Movimiento Regeneración Nacional (Morena). Desde el 16 de septiembre de 2021 es Secretario General de Gobierno del Estado de Campeche.
Fue Senador de Primera Fórmula por el Estado de Campeche, en la LXIV legislatura entre el 1 de septiembre de 2018 y el 15 de septiembre de 2021 cuando solicitó licencia para separarse de sus funciones.

## Primeros años
Nació en la Ciudad de México el 10 de mayo de 1949. De 1966 a 1968 estudió docencia de educación primaria en la Benemérita Escuela Nacional de Maestros y de 1973 a 1976 la licenciatura en Ciencias Políticas y Administración Pública en la Universidad Nacional Autónoma de México (UNAM). En 2002 fue fundador del partido Convergencia, fungiendo como delegado nacional del partido en Campeche. Desde ese año hasta 2005 fue  Presidente del Consejo Político Estatal del partido Convergencia en Campeche.

## Trayectoria política
De 2003 a 2006 fue diputado local del Congreso del Estado de Campeche en la LVIII legislatura, electo por el principio de Representación Proporcional. Fue Coordinador Parlamentario de Convergencia en el congreso. De 2006 a 2009 fue suplente de la diputada federal Layda Sansores San Román, quién ocupó el escaño en la LX legislatura del Congreso de la Unión.
Fue Senador de Primera Fórmula por Campeche en la LXIV legislatura. Fue integrante de la bancada del Movimiento Regeneración Nacional (Morena) y secretario de la Comisión de Relaciones Exteriores Asia-Pacífico-África.